# ان‌جی‌سی ۱۰۲۳
ان‌جی‌سی ۱۰۲۳ (به انگلیسی: NGC 1023، barred spiral galaxy) یک کهکشان عدسی‌شکل میله‌ای است که عضوی از گروه کهکشان‌های NGC 1023 در ابرخوشه محلی است. اندازه فاصله دو سر آن بین 9.3 تا 19.7 میلیون پارسک (30 تا 64 میلیون سال نوری) متفاوت است..